# The Soundtrack of Our Lives
The Soundtrack of Our Lives (förkortas TSOOL) är ett svenskt rockband som bildades i Göteborg 1995 av Ebbot Lundberg, Björn Olsson, Ian Person, Kalle Gustafsson Jerneholm, Fredrik Sandsten och Martin Hederos. Tre av bandmedlemmarna spelade tidigare tillsammans i Union Carbide Productions. Bandets musik är psykedelisk rock blandat med hårdare och ruffigare tongångar, men även mer ordinär popmusik. Bland influenserna finns Rolling Stones, the Beatles, the Who, tidiga Pink Floyd, The Doors och Iggy & The Stooges. Även sentida band som The Smashing Pumpkins, R.E.M och Oasis har gjort avtryck i TSOOL:s musik.
TSOOL har även medverkat med sin musik i TV-serier såsom Californication med låten Second Life Replay, och Six Feet Under med låten "Sister Surround". Filmen Allt flyters soundtrack präglades av ett flertal låtar av bandet.
Bandets logotyp, akronymen OEOC, figurerade på bandets skivor och på mycket av deras merchendise, detta skall enligt Ebbot ha varit lånat från det hermetiska uttrycket "Som ovan, så nedan" (eng. "As above, so below") som anspelar på det holistiska universum vi lever i, samt den egyptiska guden Thot.

## Tidslinje
1997 fick bandet en Grammis som "Årets nykomling" för debutalbumet Welcome To The Infant Freebase [Telegram/WMS]. Därefter ersattes Björn Olsson av Mattias Bärjed  på gitarr.
2001 tilldelades bandet ännu en Grammis, för "Årets artist", och fick ett mindre genombrott i USA med Behind the Music. TSOOL skrev kontrakt med Universal Music i USA och gavs ut på den legendariska etiketten Motown. Under 2001–2005 tillbringade bandet mycket tid i USA och framträdde bl.a. på CBS Late Show with David Letterman, NBC:s The Tonight Show with Jay Leno, m.m. Därtill uppträdde bandet på flera av de största rockfestivalerna.
2002 Grammy-nominerades bandet i USA i kategorin "Alternativ rock". Bandet tilldelades sin tredje Grammis i kategorin "Årets grupp" för musikåret 2008.
2012 meddelade bandet att albumet Throw It to the Universe blir bandets sista och efter sista spelningen 22 december 2012 på Södra Teatern i Stockholm lade bandet ned sin verksamhet.
2023 återförenades bandet för ett antal festivalspelningar i Sverige, Norge och Spanien. En sverigeturné är inplanerad under våren 2024.

## Medlemmar
Senaste medlemmar

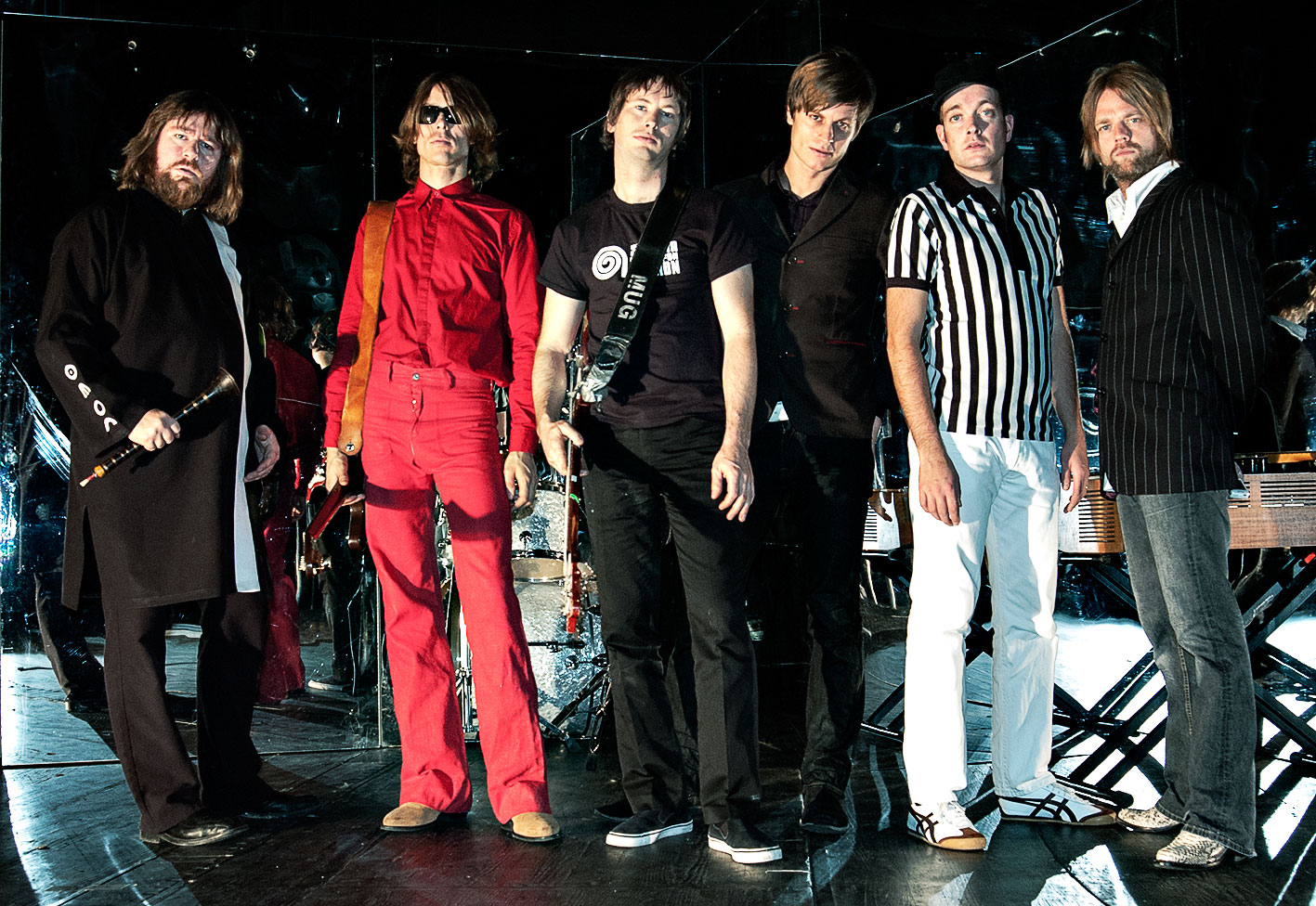
The Soundtrack of Our Lives 2004. Fr.v.: Lundberg, Bärjed, Gustafsson Jerneholm, Hederos, Sandsten och Person.

- Ebbot Lundberg – sång (1995–2012, 2023–)
- Ian  Person – gitarr (1995–2012, 2023–)
- Martin Hederos – klaviatur (1995–2012, 2023–)
- Kalle Gustafsson Jerneholm – basgitarr (1995–2012, 2023–)
- Fredrik Sandsten – trummor (1995–2012, 2023–)
- Mattias Bärjed – gitarr (1997–2012, 2023–)

Tidigare medlemmar
- Björn Olsson – gitarr (1995–1997)

## Diskografi
Studioalbum
- 1996 – Welcome to the Infant Freebase
- 1998 – Extended Revelation for the Psychic Weaklings of Western Civilization
- 2001 – Behind the Music
- 2004 – Origin Vol. 1
- 2008 – Communion
- 2012 – Throw it to the Universe

EP
- 1996 – Homo Habilis Blues
- 1997 – Blow My Cool
- 1997 – Mantra Slider
- 2000 – Gimme Five!
- 2001 – Sister Surround
- 2010 – The Immaculate Convergence
- 2010 – Live at Lime With The Soundtrack of Our Lives
- 2012 – Shine On (There's Another Day After Tomorrow)
- 2013 – Impacts & Egos

Singlar (urval)
- 1998 – "Black Star"
- 1998 – "Jehovah Sunrise"
- 2001 – "Still Aging"
- 2001 – "Nevermore"
- 2001 – "Sister Surround"
- 2004 – "Bigtime"
- 2004 – "Believe I've Found
- 2005 – "Heading for a Breakdown"
- 2008 – "Utopia"
- 2008 – "Thrill Me"
- 2012 – "Try Again"

Samlingsalbum
- 2005 – A Present From The Past
- 2009 – Communion Bonus Tracks
- 2010 – Golden Greats No.1
- 2014 – Rest In Piece 1994 - 2012